# Брэдли, Дэвид (актёр, Великобритания)
Дэ́вид Джон Брэ́дли (англ. David John Bradley; род. 17 апреля 1942, Йорк, Англия, Великобритания) — британский актёр театра, кино и телевидения. Наиболее известен ролями Аргуса Филча в серии фильмов о Гарри Поттере, Уолдера Фрея в телесериале «Игра престолов» и Абрахама Сетракяна в телесериале «Штамм». Лауреат премий BAFTA TV и Премии Лоренса Оливье.

## Биография
Родился в Йорке, Англия. В настоящее время проживает в Стратфорде-на-Эйвоне, является президентом Second Thoughts Drama Group.
Начал карьеру актёра в 1971 году, в Королевском национальном театре Лоренса Оливье. Впервые появился на телевидении в том же году в британском ситкоме «Nearest and Dearest» в роли офицера полиции. В 1997 году играл в пьесе Гарольда Пинтера в Королевском национальном театре — «Возвращение домой», а в 2006/2007 в его же пьесе — «Сторож» в Sheffield Theatres и Tricycle Theatre (Лондон).
Брэдли участвовал в комедийном сериале BBC «Дикий Запад», в роли Джейка. Сыграл вымышленного депутата парламента от лейбористской партии Эдди Уэллса в сериале 1996 года BBC Two «Наши друзья на Севере», который получил множество наград и номинаций престижной британской телевизионной академии British Academy Television Awards. Сыграл роль сэра Питта Кроули в экранизации телекомпанией BBC романа Уильяма Теккерея «Ярмарка тщеславия». Другие телевизионные роли включали в себя: телесериал 2001 года «Дороги, которые мы выбираем», режиссёром которого выступил Дэвид Йейтс, с которым Брэдли впоследствии работал на съемках серии фильмов о Гарри Поттере пять лет спустя. Брэдли также участвовал в музыкальном сериале «Блэкпул» на телеканале BBC One, в телепостановке BBC 2005 года «Mr. Harvey Lights a Candle», а также в телефильме этого же телеканала «Суинни Тодд» (2006 год). В том же году он сыграл главного героя, Тома, в одной из серий телесериала «Убийства в Мидсомере».
Принимал участие в таких сериалах, как «Идеал» (ситком, BBC Three), начиная с 2005 года, снимаясь в роли Короеда, «Воры как мы» (BBC), где сыграл персонажа Электрик, и сериала «True Dare Kiss» (BBC1). В фильме «Ликантропия», исполнил роль владельца ночного клуба, штаб-квартиры криминальной банды оборотней.
Спектр ролей Дэвида Брэдли чрезвычайно разнообразен: он принимал участие как в экранизации классической комедии Чарльза Диккенса «Николас Никлби» (2002) так и в современной комедийном фильме 2007 года «Типа крутые легавые». В последнем, он сыграл небольшую роль фермера-коллекционера нелегального оружия, среди которого была и морская мина, сыгравшая большую роль в развитии сюжета.
Хотя Брэдли наиболее знаменит своим участием в экранизации саги Джоан Роулинг о Гарри Поттере, он участвовал и в других фильмах жанра фэнтези: так он сыграл роль Коэна-Варвара в экранизации книги Терри Прэтчетта «Цвет волшебства» (телеканал Sky1).

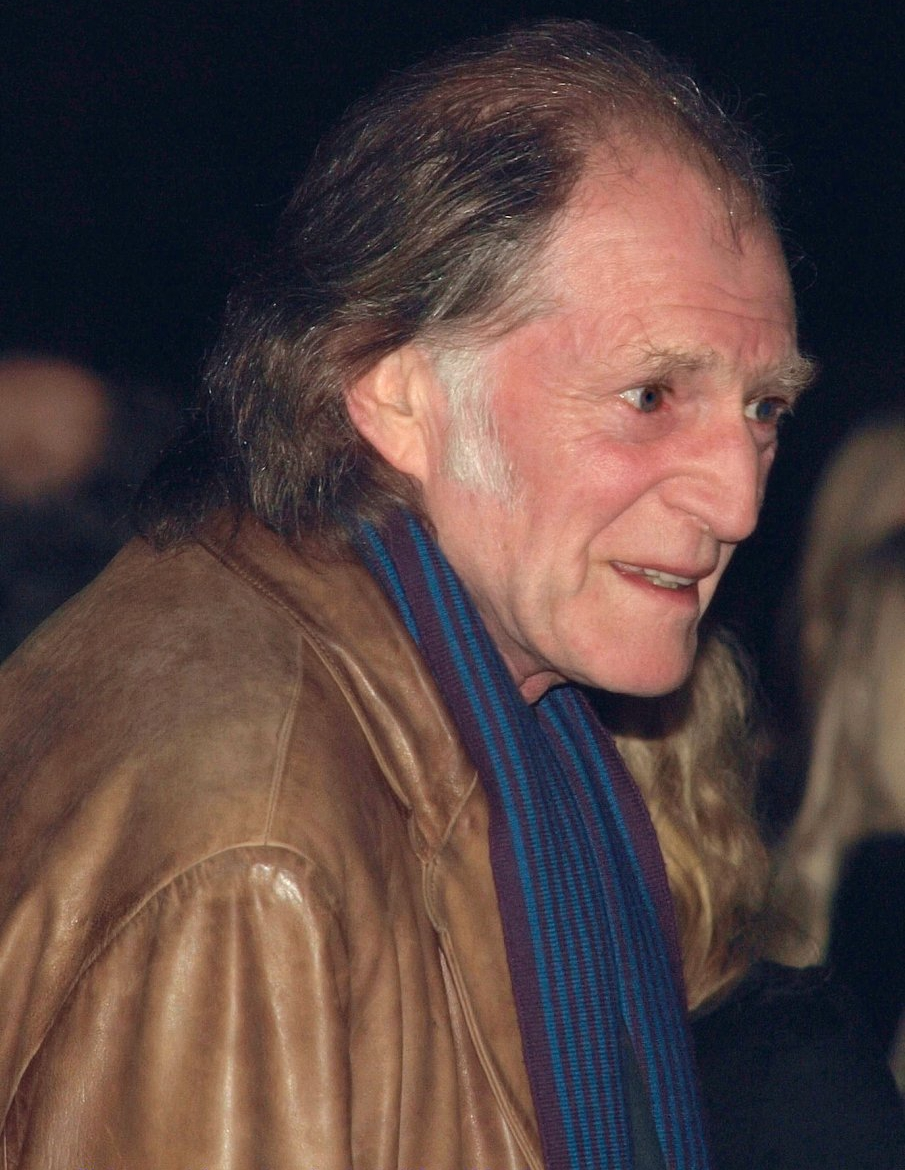
Дэвид Брэдли на европейской премьере фильма «Гарри Браун» в 2009 году.

4 мая 2009 года Брэдли появился в телесериале BBC «Прах к праху» в роли экологического активиста — защитника прав животных, а 20 июля того же года в телесериале этой же телекомпании — «Улицы». В историческом телесериале «Тюдоры» Брэдли исполнил роль придворного шута Генриха VIII — Уилла Соммерса (2009 год).
В 2011 году Брэдли принял участие в телесериале «Игра престолов» телеканала HBO, экранизации саги «Песнь Льда и Огня» Джорджа Мартина в роли Покойного Лорда Уолдера Фрея. В 2013 году Брэдли снялся в фильме «Приключение в пространстве и времени» (документальный фильм о создании сериала «Доктор Кто»), где исполнил роль Уильяма Хартнелла — первого актёра, сыгравшего Доктора. Также Брэдли снялся в рождественском выпуске «Доктора Кто» под названием «Дважды во времени», где исполнил роль Первого Доктора (которого ранее играл Уильям Хартнелл). Таким образом Брэдли третий актёр, после Колина Бейкера (Командор Максил и Шестой Доктор) и Питера Капальди (Лобус Цецилий и Двенадцатый Доктор), который исполнил роль второстепенного персонажа сериала (Соломон) и роль Доктора (Первый Доктор), а также стал третьим актёром, исполнившим роль Первого Доктора (Уильям Хартнелл и Ричард Харндалл).
В 2018—2019 годах актёра можно было увидеть в сериале «Британия» в роли Друида. Также в 2018-м Брэдли исполнил в сериале «Отверженные» роль мсье Жильнормана.
В 2021 году вышел экшн-боевик «Красотка на взводе» при участии актёра. В фильме также снялись Кейт Бекинсейл, Бобби Каннавале, Джай Кортни, Стэнли Туччи и Лаверна Кокс.

## Личная жизнь
С 1978 года женат на Розанне Брэдли. У них есть три ребёнка. Старший сын Джордж является архитектором и появился на шоу ITV «Love Your Home and Garden». Дочь Франческа работает в сфере кастинга, работав над фильмом «Призрачная шестёрка» (2019). Брэдли говорил, что именно его дети обратили его внимание на франшизу «Гарри Поттер» и готовили его к роли Аргуса Филча.
Брэдли является поклонником футбольных клубов «Астон Вилла» и «Йорк Сити».

## Избранная фильмография
| Год       |    | Русское название                     | Оригинальное название                        | Роль                             |
| --------- | -- | ------------------------------------ | -------------------------------------------- | -------------------------------- |
| 1987      | ф  | Навострите ваши уши                  | Prick Up Your Ears                           | Гробовщик                        |
| 1996      | тф | In Your Dreams                       | In Your Dreams                               | Репетитор                        |
| 1997      | тф | Мотылек                              | The Moth                                     | Дэйв Уотерс                      |
| 1998      | с  | Ярмарка тщеславия                    | Vanity Fair                                  | сэр Питт Кроули                  |
| 1998      | ф  | Оставленный багаж                    | Left Luggage                                 | Консьерж                         |
| 1999      | ф  | Волшебный сад Тома                   | Tom's Midnight Garden                        | Абель                            |
| 2001      | ф  | Английский цирюльник                 | Blow Dry                                     | Ной Туэйт (Noah Thwaite)         |
| 2001      | ф  | Габриэль и я                         | Gabriel & Me                                 | Дед                              |
| 2001      | ф  | Гарри Поттер и философский камень    | Harry Potter and the Philosopher's Stone     | Аргус Филч                       |
| 2001      | ф  | Король жив                           | The King Is Alive                            | Генри                            |
| 2002      | ф  | Гарри Поттер и Тайная комната        | Harry Potter and the Chamber of Secrets      | Аргус Филч                       |
| 2002      | ф  | Николас Никлби                       | Nicholas Nickleby                            | Брей                             |
| 2002      | ф  | This Is Not a Love Song              | This Is Not a Love Song                      | Мистер Беллами                   |
| 2004      | ф  | Изгоняющий дьявола: Начало           | Exorcist: The Beginning                      | Отец Джионетти                   |
| 2004      | ф  | Гарри Поттер и узник Азкабана        | Harry Potter and the Prisoner of Azkaban     | Аргус Филч                       |
| 2005      | ф  | Гарри Поттер и Кубок огня            | Harry Potter and the Goblet of Fire          | Аргус Филч                       |
| 2005      | с  | Идеал                                | Ideal                                        | Короед                           |
| 2006      | в  | Ликантропия                          | Lycanthropy                                  | Владелец клуба                   |
| 2007      | ф  | Типа крутые легавые                  | Hot Fuzz                                     | Артур Уэбли                      |
| 2007      | ф  | Гарри Поттер и Орден Феникса         | Harry Potter and the Order of the Phoenix    | Аргус Филч                       |
| 2008      | тф | Цвет волшебства                      | The Colour of Magic                          | Коэн-Варвар                      |
| 2008      | ф  | Я знаю, что ты знаешь                | I Know You Know                              | Мистер Фишер                     |
| 2008      | ф  | Венок из ромашек                     | The Daisy Chain                              | Шон Крайан                       |
| 2009      | ф  | Гарри Браун                          | Harry Brown                                  | Леонард                          |
| 2009      | ф  | Гарри Поттер и Принц-полукровка      | Harry Potter and the Half-Blood Prince       | Аргус Филч                       |
| 2009      | с  | Тюдоры                               | The Tudors                                   | королевский шут Уилл Соммерс     |
| 2010      | ф  | The Holding                          | The Holding                                  | Купер                            |
| 2010      | с  | Блудные дочери                       | Five Daughters                               | Патрик Палмер                    |
| 2010      | ф  | Ещё один год                         | Another Year                                 | Ронни                            |
| 2011      | ф  | Первый мститель                      | Captain America: The First Avenger           | Хранитель в башне (Tower keeper) |
| 2011—2017 | с  | Игра престолов                       | Game of Thrones                              | Лорд Уолдер Фрей                 |
| 2011      | ф  | Гарри Поттер и Дары Смерти: часть 2  | Harry Potter and the Deathly Hallows: Part 2 | Аргус Филч                       |
| 2012      | с  | Доктор Кто                           | Doctor Who                                   | Соломон                          |
| 2012      | тф | Ричард II                            | Richard II                                   | садовник                         |
| 2013      | с  | Убийство на пляже                    | Broadchurch                                  | Джек Маршал                      |
| 2013      | ф  | Армагеддец                           | The World's End                              | Бэзил                            |
| 2013      | тф | Приключение в пространстве и времени | An Adventure in Space and Time               | Уильям Хартнелл                  |
| 2014—2017 | с  | Штамм                                | The Strain                                   | профессор Абрахам Сетракян       |
| 2016      | с  | Медичи                               | Medici                                       | граф Барди                       |
| 2016      | с  | Беовульф                             | Beowulf                                      | Горрик                           |
| 2017—2022 | с  | Доктор Кто                           | Doctor Who                                   | Первый Доктор                    |
| 2017      | с  | Британия                             | Britannia                                    | друид Куэйн                      |
| 2018      | с  | Отверженные                          | Les Misérables                               | мсье Жильнорман                  |
| 2021      | ф  | Красотка на взводе                   | Jolt                                         | Гарет Физел                      |
| 2022      | ф  | Кэтрин по прозвищу Птичка            | Catherine Called Birdy                       | лорд Гидеон Сайдботтом           |
| 2022      | мф | Пиноккио                             | Pinocchio                                    | Мистер Джеппетто                 |
| 2023      | мф | Побег из курятника 2                 | Chicken Run: Dawn of the Nugget              | Фаулер                           |
| 2025      | ф  | Франкенштейн                         | Frankenstein                                 | слепой мужчина                   |

## Признание и награды
- 1991 — Премия Лоренса Оливье — лучшая мужская роль второго плана, за пьесу «Король Лир»
- 2014 — Премия BAFTA TV — лучшая мужская роль второго плана, за телесериал «Убийство на пляже»